# Страње под Татрама
Страње под Татрама (слч. Stráne pod Tatrami) насељено је мјесто са административним статусом сеоске општине (слч. obec) у округу Кежмарок, у Прешовском крају, Словачка Република.

## Становништво
| Година:    | 1994. | 2004.    | 2014.    | 2024.   |
| ---------- | ----- | -------- | -------- | ------- |
| Број људи: | 906   | 1291     | 2329     | 2528    |
| Разлика:   |       | +42,49 % | +80,40 % | +8,54 % |

| Година:    | 2023. | 2024.   |
| ---------- | ----- | ------- |
| Број људи: | 2464  | 2528    |
| Разлика:   |       | +2,59 % |

Према подацима о броју становника из 2011. године насеље је имало 2.130 становника.